# Slovenský voláč
Slovenský voláč je plemeno holuba domácího pocházející ze západního Slovenska. Je to středně velký, silný holub s krátkou, mohutnou a vzpřímenou postavou a velkým válcovitým voletem. Chová se pouze v kresbě tvořené bílou hlavou a bílými krajními křídelními letkami, ostatní opeření je barevné.
Slovenský voláč je jediným plemenem voláčů vyšlechtěném na Slovensku. V seznamu plemen EE se řadí do plemenné skupiny voláčů a je zapsán pod číslem 0322.

## Historie
Slovenský voláč vznikl na západním Slovensku v oblasti Pováží, na území mezi Novým Mestem nad Váhom, Trnavou a Myjavou v 19. století. Přesné okolnosti vzniku plemene jsou neznámé. Prvním písemným důkazem o existenci slovenského voláče je článek Kolomana Slimáka, který byl vydán v časopise "Zvířena" v roce 1924 pod názvem "Moravský či Slovenský bielohlávok". Koloman Slimák se domníval, že plemeno vzniklo kolem roku 1870 a odmítal názor, že prapředkem je moravský bělohlávek. Nicméně ovlivnění vývoje slovenského voláče moravským bělohlávkem či slezským voláčem lysým je pravděpodobné. V době vzniku plemene se na Slovensku z jiných plemen voláčů choval pouze anglický a francouzský voláč, tato plemena jsou značně odlišná a jako předkové spíše nepřipadají v úvahu. Na vzniku plemene se zřejmě podílelo i nějaké užitkové nevolaté plemeno, mohlo by se jednat o polského rysa.
Před první světovou válkou byl slovenský voláč velký užitkový holub. V oblasti svého původu byl prakticky jediným chovaným plemenem holubů a byly na něho kladeny značné nároky co se masné užitkovosti týče. Byl to mohutný selský voláč, který dobře létal a polařil a byl velmi plodný, přičemž holoubata byla těžká a dobře zmasilá. Postoj byl málo vzpřímený, nohy nízké, vole široké a pytlovité a hruď široká a hluboká.
Během první světové války prošlo plemeno krizí, a ve třicátých letech 20. století stav ještě zhoršilo rozšíření zahraničních plemen a hospodářská krize. Snaha o propagaci a větší rozšíření plemene vyvrcholila v roce 1951 schválením standardu a oficiálnímu uznání plemene. O rok později byl založen klub chovatelů.
Po druhé světové válce se vzhled slovenského voláče značně změnil. Pro zlepšení barvy a lesku peří byl přikřížen český stavák bělohrotý. To se však mělo nežádoucí vliv na velikost postavy a šířku hrudi, a nesouhlas části členů navíc vedl k rozkolu v klubu chovatelů, jehož činnost pak byla plnohodnotně obnovena až v roce 1964.

## Charakteristika

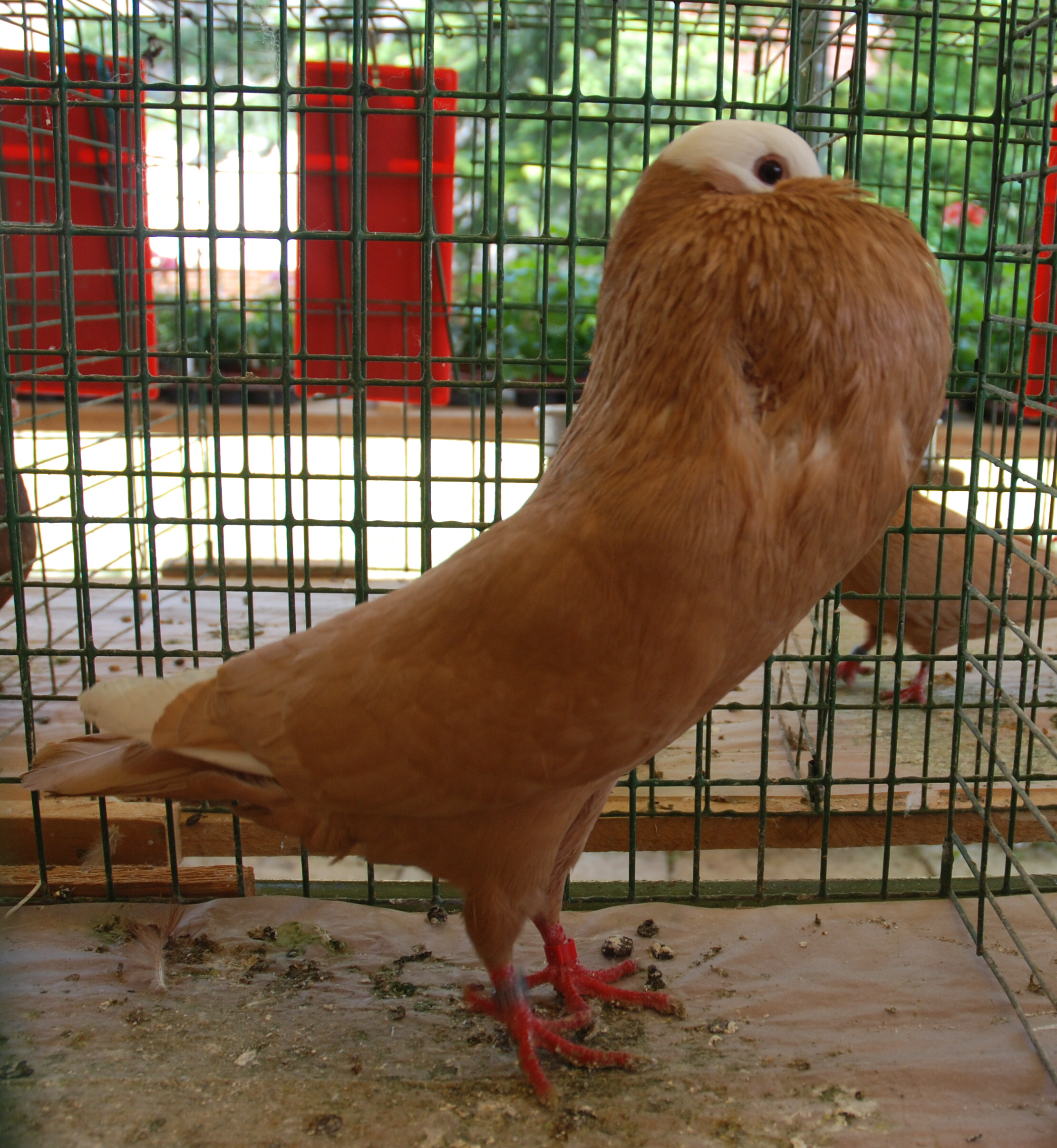
Slovenský voláč žlutý

Současný slovenský voláč je velký holub, řazený ke středním voláčům. Mezi nimi však patří k těm největším. Je to mohutný pták, kterého opticky dále zvětšuje velké válcovité vole. Nepůsobí však těžkopádně, naopak je velmi pohyblivý a temperamentní. Hmotnost dospělých holubů se pohybuje mezi 500-800 g.
Hlava slovenského voláče je poměrně velká, dobře klenutá, poněkud protáhlá, s širokým a vyšším čelem. Zobák je silný, široce nasazený, jeho horní polovina je na špičce mírně zahnutá. Zobák je vždy růžový, ozobí je jen málo vyvinuté. Oči mají tmavou, vikvovou duhovku a jsou ohraničené růžovými až červenými obočnicemi.
Vole je velké, široké, hruškovitého tvaru: ve své horní třetině je rozšíření a dobře přitažené pod zobákem. Ve své dolní části není podvázané. Trup slovenského voláče je mohutný a poměrně krátký, široký v ramenou. Velikostí zhruba odpovídá moravskému pštrosovi. Hruď je široká a dobře osvalená. Obvod prsou u holuba je 33-35 cm, u holubice 30-32 cm. Tělo je držené ve sklonu 45°. Křídla jsou silná, dobře přiléhají k tělu a spočívají na ocase, ten je poměrně krátký. Nohy jsou silné, středně dlouhé, s neopeřenými červenými běháky a prsty. Drápky jsou vždy světlé.
Opeření je krátké, husté a dobře přiléhavé. U všech rázů se vyžaduje čistá a rovnoměrně rozložená barva s výrazným leskem. Na většině těla je peří v základní barvě, jen hlava a ruční letky jsou vždy bílé. Hraniční čára kresby hlavy prochází centimetr pod zobákem a 0,5 cm pod okem v pravidelném oblouku směrem do záhlaví. Počet bílých ručních letek je 4-8.
Nejrozšířenější je barevný ráz černý. Následuje ráz žlutý, dále modrý bělopruhý a modrá černopruhý. Uznanými barevnými rázy je plnobarevný černý, žlutý a červený, v kresbě pruhové modrý pruhový a modrý, černý, červený, žlutý, stříbřitý, červeně, žlutě a hnědě plavý bělopruhý, šupkatí v modré, černé, žluté a červené barvě, kapratí ve všech základních barvách a dále tygři v černé, žluté, červené a hnědé barvě.
Slovenský voláč je pták živého temperamentu, je plodný a pečlivě odchovává holoubata. Plemeno je rozšířeno prakticky po celém území západního Slovenska, chová se také na východním a středním Slovensku a v Česku, vzácně také v Německu, Maďarsku, Rumunsku a Rakousku.

## Podobná plemena
Velikostí se slovenský voláč podobá hesenskému voláči, od kterého se liší tvarem a velikostí volete, vyššíma nohama, barvou obočnic, které má hesenský voláč bledé nebo šedočerné, ale slovenský voláč červené. Odlišují se též zbarvením peří, hesenský voláč nemá typickou kresbu slovenského voláče, většinou je celobarevný, bez bílé hlavy či letek, a je-li přítomna bílá kresba, je doplněná také bílým ocasem.
Zbarvením se slovenskému voláči podobá slezský voláč lysý, který je však menší a rozhraní bílého a barevného peří na hlavě probíhá středem očí, moravský bělohlávek, který je rovněž menší, má chocholku a rozhraní bílého a barevného peří na hlavě se dotýká dolního okraje obočnic, či durynský voláč v bělohlavé a bělohroté kresbě, který má též chocholku.